# Bistum Győr
Das Bistum Győr (deutsch Bistum Raab, ungarisch Győri egyházmegye, lateinisch Dioecesis Iaurinensis) ist ein ungarisches Bistum, das dem Erzbistum Esztergom-Budapest unterstellt ist. Das Bistum hat seinen Sitz in Győr.
Das Bistum wurde 1009 von Stephan I. gegründet. Von etwa 1450 bis 1733 hatte der  Bischof die Würde eines comes perpetuus supremus. Von 1594 bis 1598 gehörte das Diözesangebiet zum Osmanischen Reich.
Die Diözese musste 1777 einen Großteil ihres Gebietes an das neu errichtete Bistum Szombathely abtreten.
Am 18. Mai 1922 wurden weitere Pfarren an die neuerrichtete Apostolische Administratur Burgenland abgegeben.

## Weblinks

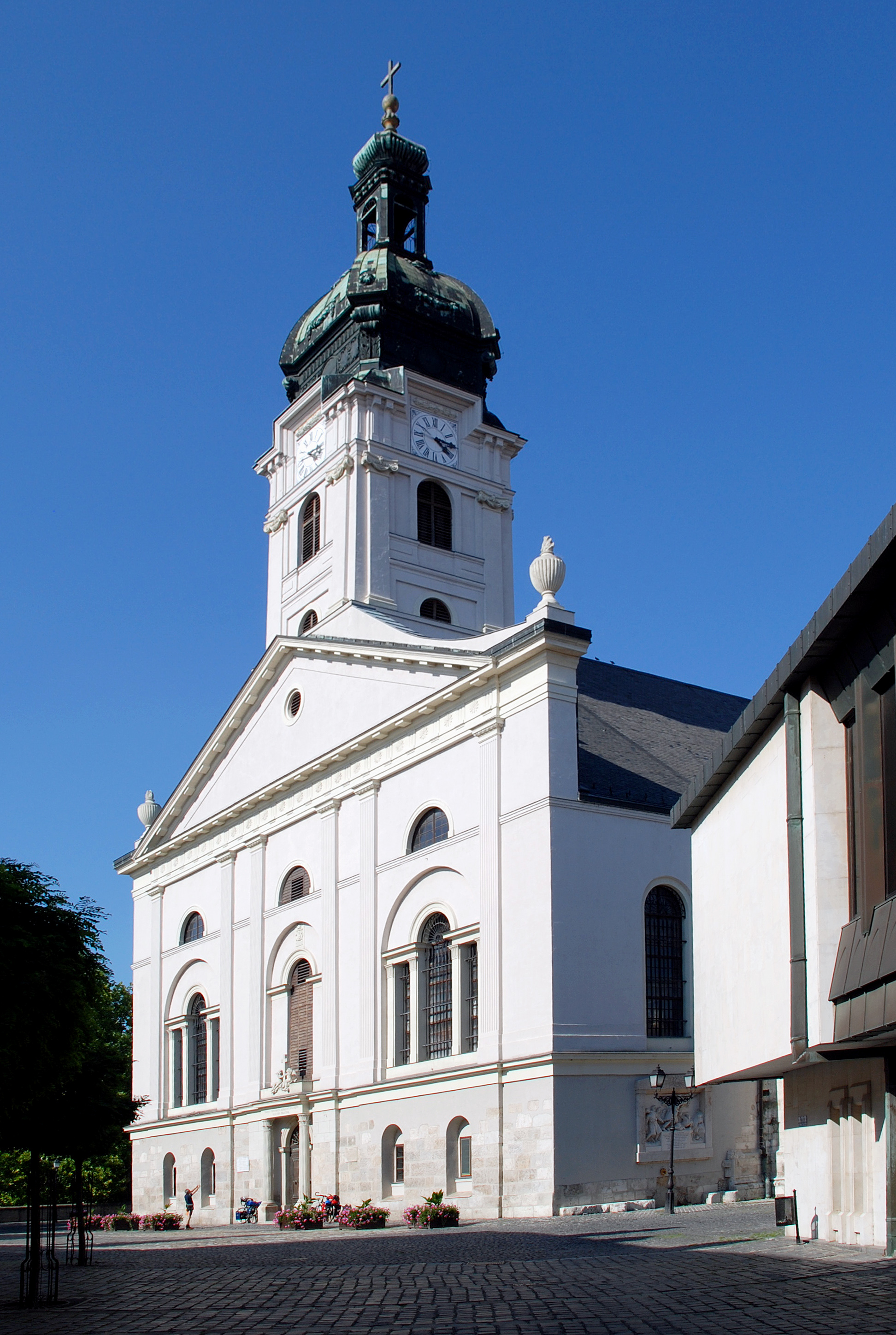
Kathedrale von Győr